# Vikram Batra
Vikram Batra (* 9. September 1974 in Palampur im indischen Bundesstaat Himachal Pradesh; † 7. Juli 1999) war ein Offizier der indischen Armee.

## Frühes Leben und Ausbildung
Batra besuchte die Öffentliche Schule in Palampur bis zum mittleren Bildungsabschluss. Er besuchte die Sekundarstufe II an der Central School in Palampur. 1990 vertraten er und sein Zwillingsbruder ihre Schule bei den Indischen Tischtennismeisterschaften. Später besuchte er das DAV College in Chandigarh in einem Bachelorstudiengang der Gesundheitswissenschaft. Im College trat er im ersten Jahr der Fliegerabteilung des National Cadet Corps (NCC) bei. Er qualifizierte sich im Kadettenkorps weiter und entschied sich dann für eine Laufbahn in den Streitkräften. 1995 schloss er sein Studium ab.

## Militärlaufbahn
Batra trat im Juni 1996 in die indischen Militärakademie (IMA) in Dehradun ein. Nach Abschluss seines 19-monatigen Ausbildungskurses wurde er als Leutnant in das 13. Bataillon der Jammu und Kashmir Rifles (13 JAK RIF) versetzt. Das 13. JAK RIF wurde unter der 192 Mountain Brigade der 8 Mountain Division als Aufstandsbekämpfer in Kaschmir eingesetzt. Beim Ausbruch des Kargil-Krieges am 5. Juni 1999 wurde das Bataillon erneut nach Jammu und Kaschmir geschickt. Er begann seinen Dienst während dieses Krieges als Leutnant und stieg in den Rang eines Hauptmanns auf. Es gelang ihm, mit seiner Einheit einige wichtige Höhen zu erreichen, wobei es auch zu direkten Kampfhandlungen mit den pakistanischen Einheiten kam. Bei einem der Einsätze kam er zu Tode.
Vikram Batra wurde am 15. August 1999, dem 52. Jahrestag der Unabhängigkeit Indiens, postum das Param Vir Chakra, Indiens höchste militärische Auszeichnung, verliehen. Sein Vater G. L. Batra nahm den Orden für seinen verstorbenen Sohn vom indischen Präsidenten K. R. Narayanan entgegen.

## Erbe
Nach Vikram Batra wurden in Indien mehrere Orte benannt. Die Eroberung von Punkt 4875 führte dazu, dass der Berg zu seinen Ehren Batra Top genannt wurde. Eine Halle im Service Selection Center Allahabad heißt „Vikram Batra Block“, ein Wohngebiet im Jabalpur Cantonment heißt „Captain Vikram Batra Enclave“.
Ein Denkmal für Kriegsveteranen, darunter Batra, steht in seinemr Alma Mater DAV College in Chandigarh. Im Jahr 2003 spielte in einem Film von J. P. Dutta, der auf dem Kargil-Vorfall basierte, Abhishek Bachchan die Rolle des Hauptmanns Vikram Batra.

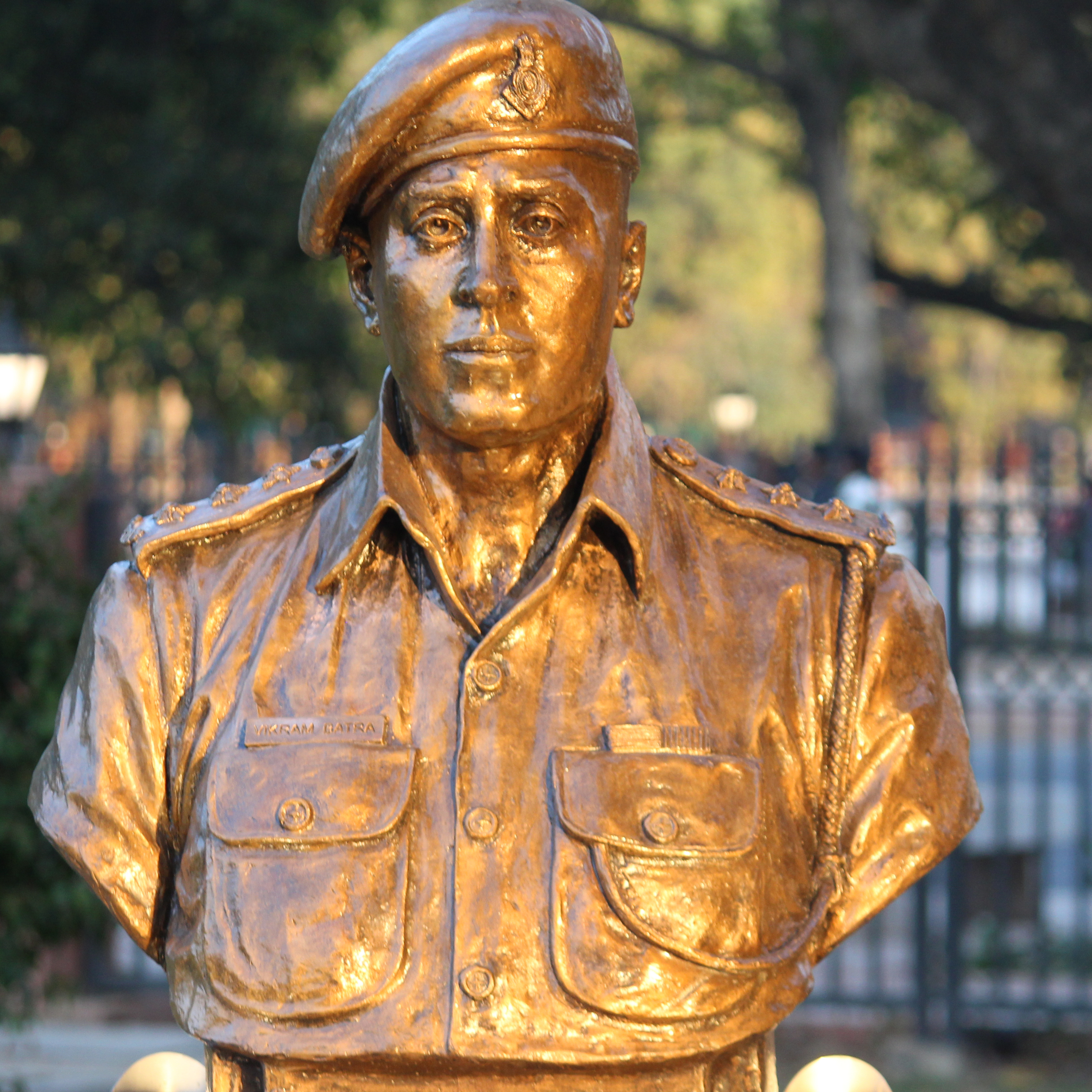
Vikram Batras Statue bei Param Yodha Sthal, Nationales Kriegsdenkmal, Neu-Delhi
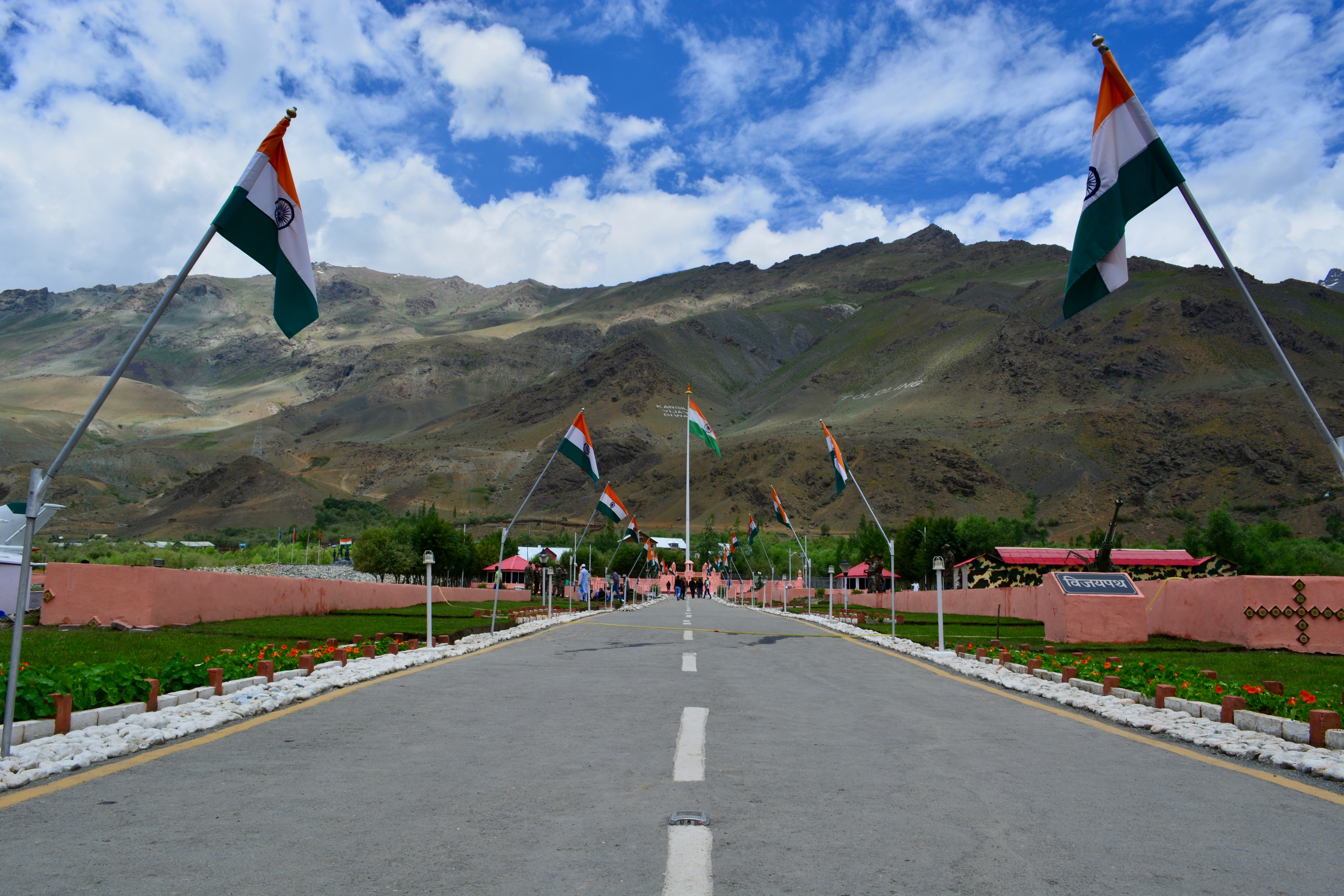
Kargil War Memorial mit Tololing Ranges im Hintergrund bei Dras
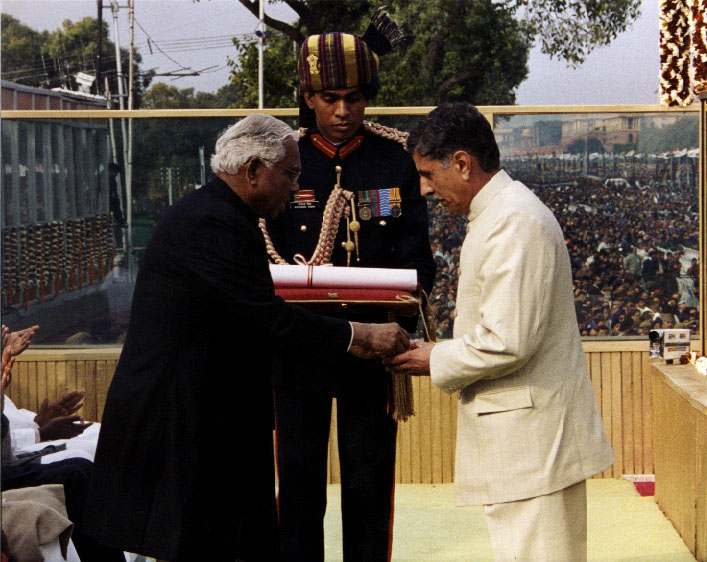
Präsident K. R. Narayanan überreicht das Param Vir Chakra dem Vater von Captain Vikram Batra
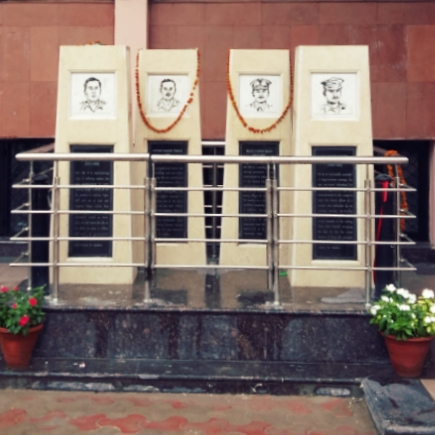
Kriegsveteranen-Gedenkstätte für Batra an seinem Alma Mater DAV College in Chandigarh
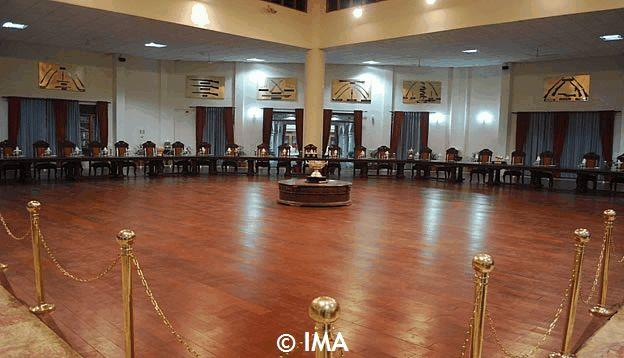
Vikram Batra Mess